# Jalaíto
Le jalaíto est un genre musical colombien apparu en 1959. Il est présenté par Nieve Oviedo comme un genre « matriciel émergent expérimental », c'est-à-dire le produit de fusions, d'expériences et les inventions motivées par la logique du marché. En général, le nom serait créé ou proposé par un musicien particulier ou groupe de musique.

## Caractéristiques
Le jalaíto est créé en 1959 à Santa Marta, en Colombie, fruit de la créativité de Rafael Rudas et du soutien de l'Orquesta Hermanos Martelo, constitué de Rafael, Carlos Arturo, Narciso et José Joaquín Martelo, originaires d'El Piñón,. Il surgit en pleine effervescence créative de la musique caribéenne qui voit notamment l'apparition du mambo à Cuba, du merecumbé, créé par Pacho Galán, du porro cumbé (ou guajiporro) d'Alejandro Durán ou encore du pasebol (une fusion entre le paseo et le bolero, par José « Cheito » Velásquez et Rubén Darío Salcedo — tous trois en Colombie,.
Le rythme est proche du merecumbé, du chiquichá, du tuqui tuqui, du mece mece ou encore du macumba. Selon Oñate, le rythme allègre du jalaíto a eu un gros impact : il est très dansant et prenant, ce qui a inspiré plusieurs musiciens. Parmi eux, Calixto Ochoa, qui se faisait connaître au sein des Corraleros de Majagual, avait écrit une chanson qui faisait état de ce succès :
« Je demande aux anciens,

quel rythme leur plaît,

ils me disent que c'est le 'Jalaito',

parce qu'il leur donne de l'enthousiasme. »
« Yo le pregunto a los viejitos,

cuál es el ritmo de su agrado,

me dicen que es el ‘Jalaito’,

porque les sirve de entusiasmo. »
Un autre genre musical colombien le paseaíto (ou paseito) résulte de la fusion du jalaíto et du vallenato ou son sous-genre le paseo,.